# Josef Niedermeier (Fußballspieler)
Josef „Seppel“ Niedermeier (* 6. Februar 1934) ist ein ehemaliger deutscher Fußballspieler.

## Karriere
Niedermeier gehörte mit 20 Jahren dem Kader des FC Bayern München an, für den er erstmals in der Saison 1954/55 in der Oberliga Süd, der seinerzeit höchsten deutschen Spielklasse, zum Einsatz kam. In seiner Premierensaison im Seniorenbereich bestritt er jedoch nur ein Punktspiel; am 17. April 1955 (28. Spieltag) verlor er mit den Bayern mit 1:6 beim 1. FC Nürnberg. In der 2. Oberliga Süd kam er – Abstieg bedingt – in der Saison 1955/56 zu keinem Punktspieleinsatz. In seiner letzten Saison für die Bayern, nach deren Rückkehr in die Oberliga Süd 1956/57, bestritt er 18 Punktspiele und erzielte fünf Tore, wobei ihm sein erstes am 23. September 1956 (5. Spieltag) beim 5:2-Sieg im Stadion an der Grünwalder Straße gegen den FSV Frankfurt mit dem Treffer zum 2:0 in der 25. Minute gelang.
Zur Saison 1957/58 wechselte er in die Oberliga Südwest, in der er am 11. August 1957 (1. Spieltag), beim torlosen Unentschieden im Auswärtsspiel gegen die TuS Neuendorf, für den 1. FSV Mainz 05 debütierte.
In den folgenden 24 Punktspielen gelangen ihm fünf Tore, wobei sein erstes, am 22. September 1957 (7. Spieltag) im Auswärtsspiel gegen die SV Phönix Ludwigshafen in der 78. Minute erzielt, den Sieg bedeutete. In der Folgesaison wurde er in nur neun Punktspielen eingesetzt, wobei er sein letztes Oberligaspiel am 1. Februar 1959 (20. Spieltag) bei der 1:2-Niederlage im Heimspiel gegen den 1. FC Saarbrücken bestritt. Der 1. FSV Mainz 05 stieg am Saisonende als Tabellenvorletzter in die 2. Oberliga Südwest ab, aus der er nach nur einer Spielzeit wieder in die Oberliga zurückkehrte.
Danach wechselte er zum damaligen BC Augsburg (heute: FC Augsburg), wo er noch mit dem jungen Helmut Haller gemeinsam spielte.
Später war er als Spielertrainer/Trainer im Bereich Rosenheim tätig.